# Мальсинер, Лара
Лара Мальсинер (итал. Lara Malsiner; род. 14 апреля 2000, Випитено, Италия) — итальянская прыгунья на лыжах с трамплина, бронзовый призёр юношеских Олимпийских игр 2016 года. Член сборной Италии по лыжным видам спорта. Участница зимних олимпийских игр 2018 года.  

## Спортивная карьера
В Кубке мира выступает с сезона 2014/2015.
16 февраля 2016 года, она стала бронзовым призёром в личном зачете на зимних юношеских Олимпийских играх в Лиллехаммере.
На дебютном для себя чемпионате мира 2017 года в Лахти она заняла 37-е место в индивидуальных прыжках. 
На XXIII зимних Олимпийских играх в Пхенчхане в 2018 году она заняла 15-е место.
на чемпионате мира в Зеефельде в Тироле 2019 года она была 14-й в индивидуальных прыжках, 8-й в командном зачете и 8-й в смешанном командном зачете. 9 февраля 2020 года она заняла первый подиум на этапе Кубка мира в австрийском Хинценбахе.  

## Результаты

### Чемпионаты мира по лыжным видам спорта
| Чемпионаты мира | Личное первенство | Командное первенство | Смешанные команды |
| --------------- | ----------------- | -------------------- | ----------------- |
| 2017 Лахти      | 37                | —                    | —                 |
| 2019 Зефельд    | 14                | 8                    | 8                 |

### Подиумы на этапах Кубка мира (1)
| №  | Сезон   | Дата           | Место проведения | Трамплин              |
| -- | ------- | -------------- | ---------------- | --------------------- |
| 1. | 2019/20 | 9 февраля 2020 | Хинценбах        | Средний трамплин НТ90 |